# Rafał Bratoszewski

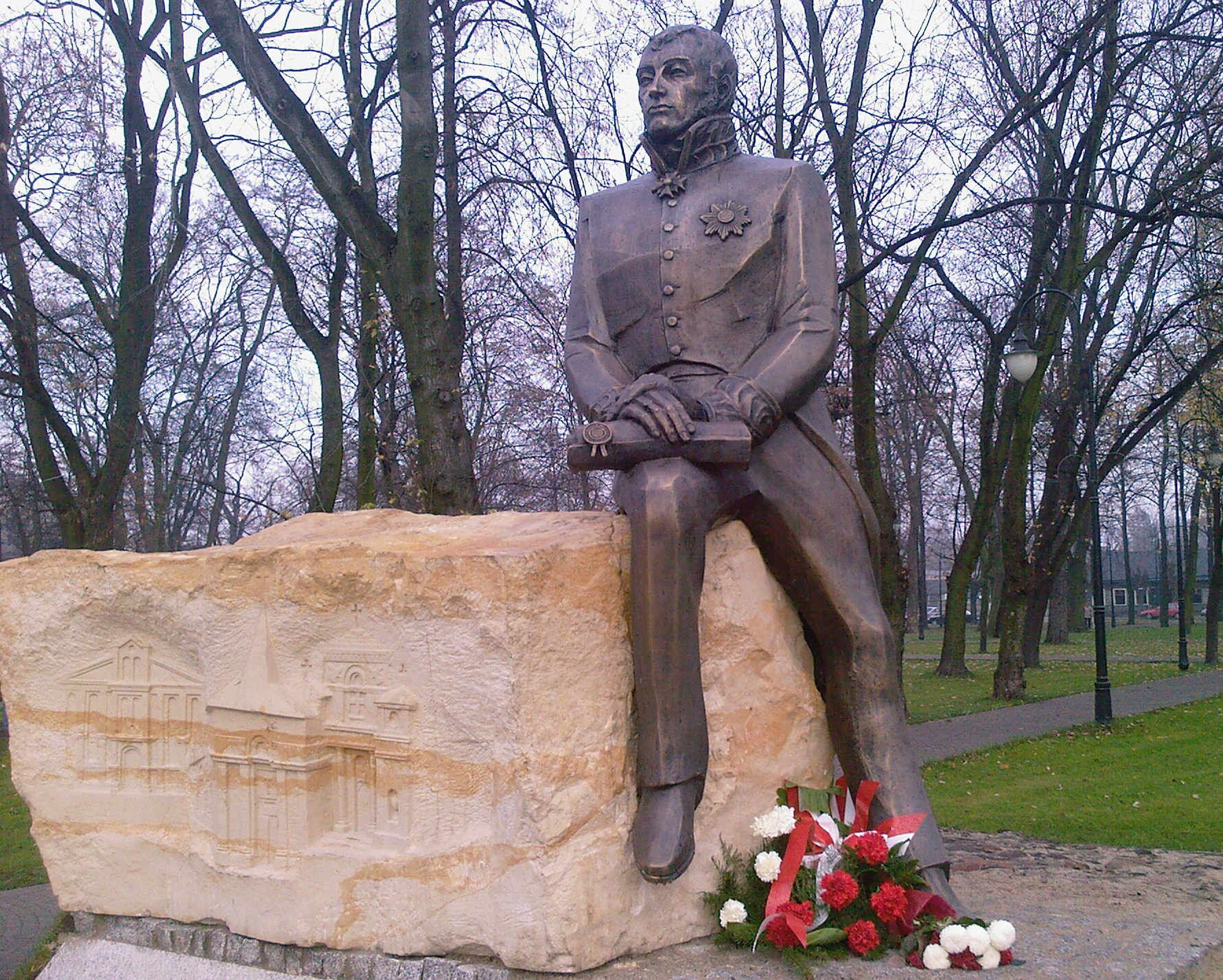
Nowy pomnik Rafała Bratoszewskiego na placu Kościuszki

Rafał Bratoszewski (ur. ok. 1765, zm. 6 grudnia 1824) – szlachcic polski, właściciel dóbr Brużyca Wielka i założyciel miasta Aleksandrowa.

## Życiorys
Był synem Andrzeja Bratoszewskiego herbu Sulima, właściciela wsi Dobrzelin koło Żychlina w powiecie orłowskim województwa łęczyckiego, sędziego ziemskiego (od 1780 r.) i chorążego gostyńskiego (od 1783 r.). Bratem Rafała był Emeryk Bratoszewski, szambelan na dworze Stanisława Augusta Poniatowskiego. Miał on też dwie siostry – Brygidę Morzkowską i Teresę Orsettową.
Rafał Bratoszewski pełnił urząd sędziego pokoju powiatu orłowskiego. Około 1798 r. nabył od podstolego inowłodzkiego Walentego Chobrzyńskiego dobra ziemskie w Brużycy Wielkiej. Już od 1782 r. osiedlali się na jej terenie osadnicy niemieccy wyznania luterańskiego, początkowo głównie rolnicy, a następnie rzemieślnicy, a także tkacze. Bratoszewski w trosce o rozwój swoich ziem, wspierał osadnictwo. W latach 1798–1799 pomógł ewangelikom w wybudowaniu szkoły i tymczasowego zboru w kolonii Ruda Bugaj a w latach 1804–1817 dotował budowę drewnianego kościoła w Rudzie. Rafał Bratoszewski około 1816 r. postanowił w południowej, piaszczystej i nieurodzajnej części dóbr brużyckich, przy drodze Zgierz–Lutomiersk, założyć nową osadę typu miejskiego, nastawioną na produkcję tkanin wełnianych. Rozpoczęto wtedy budowę parafialnego kościoła katolickiego, który z uwagi na założyciela uzyskał wezwanie św. Rafała Archanioła. Wytyczono wówczas obszerny rynek i sieć prostopadłych ulic nowej osady oraz zbudowano pierwsze parterowe drewniane domki dla tkaczy. Autorem projektu urbanistycznego nowej osady tkackiej był Austriak Bernard von Schuttenbach. Bratoszewski ściągał osadników z Niemiec, publikując oferty w pruskich gazetach. Wśród przybyszów dominowali wykwalifikowani tkacze, farbiarze i postrzygacze sukna narodowości niemieckiej. Przybywali tu też, choć początkowo w mniejszej liczbie, kupcy i rzemieślnicy narodowości żydowskiej oraz polskiej. W 1822 r. udało się Bratoszewskiemu uzyskać zgodę władz Królestwa Polskiego na nadanie tej nowej prywatnej osadzie praw miejskich. Uzyskała ona nazwę Aleksandrów (początkowo Łęczycki lub Fabryczny, obecnie – Łódzki) i herb ("A" na murze) ku czci cesarza Aleksandra I oraz w trakcie kolejnych wizytacji była wskazywana jako wzór dla Zgierza i Łodzi. Dziedzic Bratoszewski dawał napływającym osadnikom wieloletnie ulgi w opłatach czynszowych i wspierał finansowo władze miasta we wznoszeniu kolejnych budowli publicznych (ratusz, jatki miejskie). Rafał Bratoszewski do samej śmierci pomagał też gminie ewangelickiej.

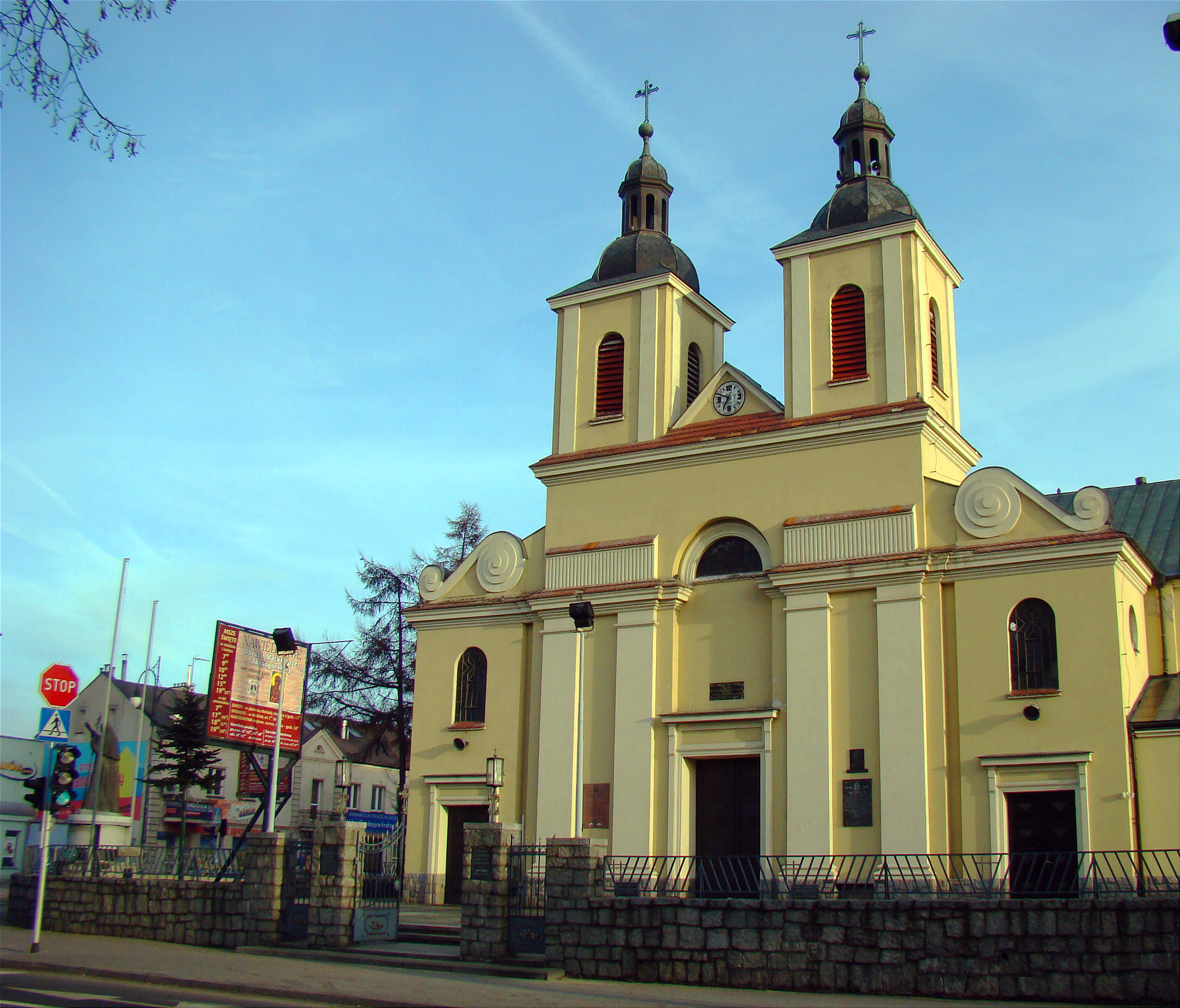
Kościół św. Rafała w Aleksandrowie – miejsce pochówku Bratoszewskiego

W latach 1823–1828 przy budowie murowanego kościoła luterańskiego w Aleksandrowie pokrył połowę kosztów materiałów budowlanych. Współpracował z pastorem ewangelickim w Rudzie i Aleksandrowie – Fryderykiem Jerzym Tuve oraz z burmistrzem Aleksandrowa – Gedeonem Goedelem. Rafał Bratoszewski zmarł 6 grudnia 1824 r. i został pochowany pod posadzką kościoła św. Rafała w Aleksandrowie. Prawdopodobnie pozostawił tylko córkę, Julię, żonę Jana Kossowskiego herbu Dołęga, który przejął po Bratoszewskim dobra brużyckie wraz z miastem Aleksandrów.
Obecnie Rafał Bratoszewski jest patronem jednej z ulic oraz osiedla mieszkaniowego w Aleksandrowie. W 2005 roku na placu przed kościołem parafialnym św. Archaniołów Rafała i Michała w Aleksandrowie z inicjatywy ks. dr Norberta Ruckiego odsłonięto pomnik dedykowany Rafałowi Bratoszewskiemu jako fundatorowi parafii. Zaprojektował go kleryk Michał Gutowski. W 2008 z inicjatywy władz miasta Aleksandrowa odsłonięto nowy, większy pomnik założyciela miasta. Znajduje się on placu Kościuszki.